# Буч
Буч (слч. Búč, мађ. Búcs) насељено је мјесто са административним статусом сеоске општине (слч. obec) у округу Коморан, у Њитранском крају, Словачка Република.

## Становништво
| Година:    | 1994. | 2004.    | 2014.   | 2024.   |
| ---------- | ----- | -------- | ------- | ------- |
| Број људи: | 1337  | 1196     | 1151    | 1118    |
| Разлика:   |       | -10,54 % | -3,76 % | -2,86 % |

| Година:    | 2023. | 2024.   |
| ---------- | ----- | ------- |
| Број људи: | 1113  | 1118    |
| Разлика:   |       | +0,44 % |

Према подацима о броју становника из 2011. године насеље је имало 1.172 становника.